# سرگی کاپوستین
سرگی کاپوستین (روسی: Сергей Алексеевич Капустин؛ ۱۳ فوریهٔ ۱۹۵۳ – ۴ ژوئن ۱۹۹۵) بازیکن هاکی روی یخ اهل اتحاد جماهیر شوروی سوسیالیستی بود.